# Ottawa, Wisconsin
Ottawa là một thị trấn thuộc quận Waukesha, tiểu bang Wisconsin, Hoa Kỳ. Năm 2010, dân số của thị trấn này là 3.730 người.